# Puchar Wysp Owczych w piłce nożnej (1960)
W 1960 roku odbyła się 6. edycja Pucharu Wysp Owczych. Brały w nim wówczas udział jedynie drużyny z pierwszej klasy rozgrywek na archipelagu. Finał zakończył się wynikiem, dającym zwycięstwo drużynie TB Tvøroyri nad HB Tórshavn. Turniej miał dwie fazy:
- Runda wstępna
- Finał

## Uczestnicy
W Pucharze Wysp Owczych wzięły udział drużyny z najwyższego poziomu rozgrywek na archipelagu. Z udziału po raz drugi zrezygnował klub KÍ Klaksvík.
| Meistaradeildin 1960 3 drużyny             |
| - B36 Tórshavn - HB Tórshavn - TB Tvøroyri |

## Terminarz
| Runda         | Data pierwszego meczu | Data drugiego meczu |
| ------------- | --------------------- | ------------------- |
| Runda wstępna | 3 września 1960       | 4 września 1960     |
| Finał         | 4 września 1960       | nie rozgrywa się    |

## Przebieg rozgrywek

### Runda wstępna
| Drużyna 1                            | Wynik dwumeczu | Drużyna 2   | Pierwszy mecz | Drugi mecz |
| ------------------------------------ | -------------- | ----------- | ------------- | ---------- |
| B36 Tórshavn                         | 2 – 3          | HB Tórshavn | 1:1           | 1:2        |
| TB Tvøroyri                          | –              | wolny los   | •             | •          |
| Po lewej gospodarz pierwszego meczu. |                |             |               |            |

| 3 września 1960 | B36 Tórshavn   | 1:1 | HB Tórshavn |                                              |
|                 | Bent Olsen k.' |     |             | Gundadalur, Tórshavn Sędzia: Ejler Jørgensen |

| 4 września 1960 | HB Tórshavn | 2:1 | B36 Tórshavn  |                                              |
|                 | ? · ? 85'   |     | Kaj Kallsberg | Gundadalur, Tórshavn Sędzia: Ejler Jørgensen |

### Finał
| 4 września 1960 17:00 WEST | TB Tvøroyri · Arni Nolsøe · Margo Petersen · Mervyn Dimon | 3:0(1:0)Raport | HB Tórshavn | Gundadalur, Tórshavn |
|                            |                                                           |                |             |                      |

|    |   |                     |
|    |   |                     |
| BR | ? | Eddy Petersen       |
| OB | ? | Niels Midjord       |
| OB | ? | Poul Juel Kjær      |
| OB | ? | Thorbjørn Djurhuus  |
| OB | ? | Hjarnar Bech        |
| PO | ? | Mervyn Dimon (C)    |
| NA | ? | Mannbjørn Mortensen |
| NA | ? | Herálvur Andreasen  |
| NA | ? | Arni Nolsøe         |
| ?? | ? | Petur Holm          |
| ?? | ? | Margo Petersen      |

|  |  |  |
|  |  |  |

| Zdobywca Pucharu Wysp Owczych 1960 |
| ---------------------------------- |
| TB Tvøroyri 3. tytuł               |